# 불교 용어 목록 (ㅂ)

바로가기:
ㄱ
경
구
ㄴ
ㄷ
ㄹ
ㅁ
명
무
묵
ㅂ
불
ㅅ
삼
삽
선
소
수
시
심
ㅇ
오
온
유
육
이
ㅈ 

정
지
ㅊ
ㅋ
ㅌ
ㅍ
ㅎ

## 바깥
바깥[外]은 내적인 것[內]에 대해 외적인 것[外]을 뜻한다.
예를 들어, 근(根) · 경(境) · 식(識)에서 가설적 존재로서의 나[我]를 기준으로 할 때 근과 식은 내적인 것[內]이며 경은 외적인 것이다. 참고: 내외(內外)

## 박
박(縛, 산스크리트어: bandhana)은 번뇌의 여러 다른 이름 가운데 하나이다. 박(縛)은 구속(拘束) · 속박(束縛) · 계박(繫縛) · 묶음의 뜻으로, 번뇌가 마음을 계박하여 생사의 감옥에 가둔다는 것을 뜻한다. 즉 번뇌가 유정의 마음을 3계에 계박하고 열반을 증득하지 못하게 한다는 측면을 강조하는 표현이다.
부파불교의 설일체유부의 논서 《품류족론》 제1권에 따르면,
모든 결(結)을 또한 박(縛)이라고도 한다. 즉 결(結)과 박(縛)은 같은 말이다.
부파불교의 설일체유부의 논서 《현종론》 제27권에 따르면,.
능히 계박한다는 뜻에서 박(縛)이라는 명칭을 설정한 것으로, 능히 계박(繫縛)한다는 것은 능히 이염(離染, 산스크리트어: virāga: 탐을 떠남, 염착을 떠남, 번뇌를 떠남)으로 나아가는 것을 막는다는 뜻이다.
그리고 박(縛)은 그 상(相)이 결(結)과 동일하다. 즉, 결(結)이라고 하면 9결을 말하는데, 박(縛)도 실제로는 결(結)과 동일하게 9가지가 있지만, 본모(本母, matṛka, 논장의 일종)에 근거하여 박(縛)에 세 가지가 있다고 설한 것이다. 달리 말해, 3박은 9결을 축약한 것이다.
대승불교의 유식유가행파의 논서 《유가사지론》 제8권에 따르면,
박(縛)은 번뇌의 다른 이름인 결(結) · 박(縛) · 수면(隨眠) · 수번뇌(隨煩惱) · 전(纏) · 폭류(暴流) · 액(軛) · 취(取) · 계(繫) · 개(蓋) · 주올(株杌) · 구(垢) · 상해(常害) · 전(箭) · 소유(所有) · 근(根) · 악행(惡行) · 누(漏) · 궤(匱) · 소(燒) · 뇌(惱) · 유쟁(有諍) · 화(火) · 치연(熾然) · 조림(稠林) · 구애(拘礙) 가운데 하나이다.
박(縛)은 번뇌가 유정으로 하여금 선행(善行)에 대해 '욕구하는 바 또는 희망하는 바[所欲]'를 따르지 않게 한다는 것[於善行不隨所欲]을 뜻한다.

## 박가범
박가범(薄伽梵, 산스크리트어: bhagavat, 팔리어: bhagavā)은 고타마 붓다를 칭하는 10가지 호칭인 10호(十號) 가운데 하나이며 또한 모든 부처[佛]에 대해 사용하는 호칭들 중 하나이다.
바가바(婆伽婆) · 바가범(婆伽梵) · 바아부제(婆誐嚩帝)라고도 하며, 의역하여 유덕(有德) · 능파(能破) · 세존(世尊) · 존귀(尊貴) · 중우(衆祐)라고도 한다. 또한, 박가범에는 이들 외에도 자재(自在) · 치성(熾盛) · 단엄(端嚴) · 명칭(名稱) · 길상(名稱) · 존귀(尊貴)의 6의(六義: 6가지 뜻)가 있을 뿐만 아니라, 정의(正義) · 이욕(離欲) · 해탈(解脫) 등의 뜻도 있다.
이러한 뜻들에 따르면, 박가범은 대체적으로 '온갖 덕을 성취하였고 그러한 덕이 있어서 세상의 존중을 받는 이'라는 의미 즉 유덕(有德)과 세존(世尊)의 의미를 가지고 있다. 하지만, 앞에서 나열한 여러 가지 뜻이 있어서 불경을 한역(漢譯)할 때 적용된 5종불번(五種不翻)의 원칙 가운데 다함불번(多含不翻)에 해당하므로, 일반적으로 한역 경전에서 의역(意譯)하지 않는다.

## 반택
반택(半擇, 산스크리트어: paṇḍaka)은 산스크리트어 원어 판다카(paṇḍaka)의 음역어로, 구역에서는 고작황문(故作黃門)이라 의역한다. 음역하여 반택가(半擇迦) · 반다가(般茶迦) · 반석가(半釋迦) 또는 반타(般咤)라고도 한다.
반택은 22근 가운데 하나인 남근 또는 여근을 갖지만 그 작용이 불완전한 성불구자를 말한다.

## 반연
반연(攀緣, 산스크리트어: ālambana)에서 한자어 반(攀)은 '더위잡다(높은 곳에 오르려고 무엇을 끌어 잡다),
무엇을 붙잡고 오르다, 의지하다, 의탁하다'를 뜻하며 연(緣)은 소연(所緣) 즉 대상(對象)을 뜻한다. 대상에 의지하는 것을 뜻한다.
특히, 마음과 마음작용이 소연경을 취하여 연려(緣慮)하는 것, 즉 소연경을 따라 일어나서 생각과 의지를 전개하는 것을 말한다. 부정적인 뜻으로 사용될 경우, 마음이 특정한 한 가지 대상에 집착하여 갖가지 번뇌망상(煩惱妄想)을 일으키는 것을 말한다. 부정적인 의미에서의 반연은  일체(一切)의 번뇌의 근원이 된다.

## 방일
방일(放逸,
산스크리트어: pramāda)은
선법(善法)을 닦지 않으려 하는 마음작용이다.

## 방편
방편(方便, 산스크리트어: upāya)에는 여러 가지 뜻이 있는데, 이들 여러 가지 뜻 모두에서 찾을 수 있는 공통된 의미는 '향상 · 진보의 방법'이다. 구체적으로는 다음과 같은 뜻이 있다.
1. 진리를 깨닫기[證悟] 위한 수행[加行] 또는 그 수행의 수단 즉 수행법을 말한다.
예를 들어, 세친이 저술하고  현장이 한역한 《섭대승론석》 제1권의 귀경서(歸敬序)에서 세친은 3해탈문(三解脫門) 즉 해탈에 들어가는 문이 되는 세 가지 선정(禪定)을 방편이라고 말하고 있다.
2. 선교방편(善巧方便, 산스크리트어: upāya-kausalya)의 줄임말이다. 선교방편은 중생을 진실한 가르침으로 이끌기 위해서 임시로 세우는 가르침이라는 의미로, 기본적으로 '훌륭한 교화방법'을 뜻한다. 예를 들어, '방편을 열어서 진실을 나타낸다'고 할 때의 방편은 선교방편 즉 훌륭한 교화방법을 뜻한다. 《법화경》의 중심 주제 중의 하나가 '방편을 열어서 진실을 나타낸다'는 것인데 《법화경》의 〈방편품〉에서는 "3승(三乘)이 1승(一乘)을 위한 방편이다"고 말하고 있다. 즉 3승(三乘)은 1승(一乘)이라는 진실한 가르침으로 이끌기 위해 나타내 보인 임시로 세운 훌륭한 교화방법이라고 말하고 있다.

## 백팔삼매
108삼매(百八三昧,
영어: one hundred eight kinds of samādhi)는 《대품반야경》 제3권 〈상행품〉과 제5권 〈문승품〉, 《대반야경》 제414권, 《대지도론》 제43권과 제47권 등에서 설하고 있는 108가지의 삼매를 말한다.
첫 번째로 언급되고 있는 제1번째 삼매는 수릉엄삼매(首楞嚴三昧)이며 마지막으로 언급되고 있는 제108번째 삼매는 이착허공불염삼매(離著虛空不染三昧)이다.

## 번뇌
번뇌(煩惱) 즉 혹(惑)이란, 《보살영락본업경》 하권의 〈7. 대중수학품(大衆受學品)〉에 따르면, 제1의제(第一義諦)에 위배[背]되어 일어나는 법을 말한다. 이에 비해, 선(善)은 제1의제(第一義諦)에 계합[順]하여 일어나는 법을 말한다.

## 번뇌심소
번뇌심소(煩惱心所, 산스크리트어: kleśa-caitasa)는 대승불교의 유식유가행파와 법상종의 5위 100법의 법체계에서, 심소법(心所法: 51가지) 그룹[位]의 6가지 세부 그룹인 변행심소(遍行心所: 5가지) · 별경심소(別境心所: 5가지) · 선심소(善心所: 11가지) · 번뇌심소(煩惱心所: 6가지) · 수번뇌심소(隨煩惱心所: 20가지) · 부정심소(不定心所: 4가지) 중의 하나이다.
번뇌심소는 모든 번뇌의 근간인 근본번뇌들로 구성된 마음작용들의 그룹이다.
즉, 번뇌심소는 내면의 마음(8식, 즉 심왕, 즉 심법)으로 하여금 항상 오염된 상태에 있게 함으로써 그 결과 유정으로 하여금 생사를 윤회하게 만드는 마음작용들의 그룹이다.
대승불교의 유식유가행파와 법상종에 따르면, 탐(貪) · 진(瞋) · 만(慢) · 무명(無明) · 의(疑) · 부정견(不正見)의 6가지 마음작용이 번뇌심소를 구성한다. 이들 중 무명(無明)은 치(癡)라고도 하며, 부정견(不正見)은 악견(惡見)이라고도 한다.

## 번뇌의 다른 이름
번뇌(煩惱)는 그것의 특정한 의미[義] 즉 특정 측면을 부각시켜 말하는 아래 목록과 같은 여러 다른 이름들이 존재한다.
아래 목록은 가나다 순으로 나열되어 있다. 자주 사용되는 주된 용법 또는 분류가 '긴 줄표(—)' 다음에 표시되어 있다.
1. 객진(客塵, 산스크리트어: akasmāt-kleśa, āgantu-kleśa)[59][60][61][62]
2. 객진번뇌(客塵煩惱, 산스크리트어: akasmāt-kleśa) — 객진(客塵)의 다른 말[60]
3. 결(結, 산스크리트어: bandhana, saṃyojana) — 9결(九結)
4. 결박(結縛, 산스크리트어: bandha, saṃyoga, saṃyojana-bandhana)[63]
5. 누(漏, 산스크리트어: asrava) — 3루(三漏)[64][65]
6. 무명(無明, 산스크리트어: avidyā)[66][67][68][69][70][71]
7. 박(縛, 산스크리트어: bandhana) — 3박(三縛)
8. 사(使, 산스크리트어: anuśaya) — 10사(十使)
9. 수면(隨眠, 산스크리트어: anuśaya) - 6수면(六隨眠) · 7수면(七隨眠) · 10수면(十隨眠) · 98수면(九十八隨眠) · 128근본번뇌(百二十八根本煩惱)[72][73][74]
10. 수번뇌(隨煩惱, 산스크리트어: upakleśā)[75][76][77]
11. 액(軛, 扼, 산스크리트어: yoga) - 4액(四軛)[78][79][80]
12. 염(染)[81][82]
13. 염법(染法): 염오법(染汚法)의 줄임말[83][84][85]
14. 염오법(染汚法): 염법(染法)의 원래 낱말[83][84]
15. 유(流) - 3류(三流)[86], 4류(四流)[87][88]
16. 유루(有漏) - 무루(無漏)의 반대, 3유루(三有漏)[89][90][91]
17. 잡염(雜染, 산스크리트어: saṃkleśa) — 3잡염(三雜染)[92][93]
18. 잡예사(雜穢事)[77]
19. 전(纏, 산스크리트어: paryavasthāna) — 8전(八纏) · 10전(十纏)[94][95]
20. 전박(纏縛) — 8전3박(八纏三縛) · 10전4박(十纏四縛)[96][97][98]
21. 추중(麤重, 산스크리트어: dauṣṭhulya, duṣṭhula)[99]
22. 폭류(暴流, 瀑流, 산스크리트어: ogha)[100][101][102][103]

## 번뇌의 작용
세친의 《구사론》 제19권에 따르면, 번뇌 특히 근본번뇌는 다음의 10가지 작용을 한다.
1. 견근본(堅根本): 근본(根本)을 견고하게 한다. 즉, 번뇌의 득, 즉 번뇌의 획득과 성취를 견고하게 한다.
2. 입상속(立相續): 번뇌의 상속을 일으킨다.
3. 치자전(治自田): 소의신[自田]을 번뇌를 일으키기에 적합한 상태로 만든다.
4. 인등류(引等流): 등류(等流)인 수번뇌(隨煩惱)를 끌어오고 일으킨다.
5. 발업유(發業有): 업유(業有)를 일으킨다. 즉 후유(後有)를 초래하는 업을 일으킨다.
6. 섭자구(攝自具): 자구(自具: 스스로의 원인)를 포섭한다. 즉 근본번뇌 자신의 자량이 되는 비리작의(非理作意) 즉 참답지 못한 사유를 포섭한다.
7. 미소연(迷所緣): 바른 지혜[正慧]를 손상시켜 소연에 대해 미혹하게 한다.
8. 도식류(導識流): 식(識)의 흐름을 인도한다. 즉, 후유의 소연에 대해 능히 속생(續生)의 식을 일으키며 온갖 소연에 대해 염오식을 낳는다.
9. 월선품(越善品): 선(善)을 어기게 한다.
10. 광박의(廣縛義): 널리 속박하여 자계(自界)와 자지(自地), 즉 유정 각자의 현재의 계(界)와 지(地)를 초월하지 못하게 한다.

무착의 《현양성교론》 제1권에 따르면 모든 번뇌, 즉 모든 근본번뇌와 수번뇌는 각자의 본질적 성질에 따른 개별적 · 특징적 작용을 일으킬 뿐만 아니라 다음의 5가지 공통된 작용도 일으킨다.
1. 상대되는 선(善)을 장애한다. 예를 들어 탐(貪)은 무탐(無貪)을 장애한다.
2. 보리(菩提)의 증득을 위한 자량(資糧: 자재와 식량, 즉 선근과 공덕)이 원만해지는 것을 장애한다.
3. 자신과 남에게 손해를 입힌다[損害自他].
4. 악도(惡道)에 떨어지게[趣] 한다.
5. 해당 번뇌 자체를 증장시킨다. 예를 들어 탐(貪)은 탐(貪)을 증장시킨다.

## 번뇌의 해석
《유가사지론》 제8권에 따르면,  다음의 9가지 부문에 대한 이해를 통해 번뇌를 이해하고 해석할 수 있다.
1. 번뇌의 자성(煩惱自性): 번뇌의 본질적인 성질과 본질적인 작용[112][113]
2. 번뇌의 분별(煩惱分別): 번뇌의 분류와 그 근거 및 논리[114][115]
3. 번뇌의 원인(煩惱因): 번뇌를 일으키는 원인[116][117]
4. 번뇌의 위(煩惱位): 번뇌의 국면(즉, 번뇌의 종자 상태에서 현행 상태로의 전개와 그 역으로의 전개)[118][119]
5. 번뇌의 문(煩惱門): 번뇌의 현행 상태와 종자 상태를 일으키는 원인행위[120][121]
6. 번뇌의 상품의 상(煩惱上品相): 심한 번뇌 또는 무거운 번뇌의 유형과 그 모습[122][123]
7. 번뇌의 전도의 포섭(煩惱顛倒攝): 번뇌의 유형에 따른, 번뇌가 장애하는 선(善)의 유형[124][125]
8. 번뇌의 차별(煩惱差別): 번뇌의 다른 이름, 즉 번뇌의 동의어[126][127]
9. 번뇌의 과환(煩惱過患): 번뇌의 구체적인 작용 또는 기능, 즉, 인과법칙에 따라 번뇌가 낳는 필연적인 결과[128][129]

## 번뇌장
번뇌장(煩惱障)은 중생의 몸과 마음을 번거롭게 하여 열반(또는 해탈)을 가로막아 중생으로 하여금 윤회하게 하는 장애이다. 번뇌장은 아집(我執)이라고도 한다. 번뇌장은 유식학에서 주로 거론되는 이장(二障)의 하나이다.

## 범가이천
범가이천(梵加夷天, 산스크리트어: Brahman-kāyika-deva)은 범신천(梵身天) 또는 범천(梵天, 산스크리트어: Brahmā, Brahmadeva)이라고도 하는데, 색계의 초선천을 통칭한다. 즉, 색계의 초선천에 속한 세 하늘인  범중천(梵衆天) · 범보천(梵輔天) · 대범천(大梵天)을 통칭한다.

## 범신천
1. 범신천(梵身天, 산스크리트어: Brahman-kāyika-deva)은 범가이천(梵加夷天) 또는 범천(梵天, 산스크리트어: Brahmā, Brahmadeva)이라고도 하는데, 색계의 초선천을 통칭한다. 즉, 색계의 초선천에 속한 세 하늘인  범중천(梵衆天) · 범보천(梵輔天) · 대범천(大梵天)을 통칭한다.
2. 범신천(梵身天, 산스크리트어: Brahma-pārisadya-deva)은 색계의 제1천, 즉 색계 초선천의 제1천인 범중천(梵衆天)의 다른 말이다.

## 법난
법난(法難)은 불교 탄압(Persecution of Buddhists)의 동의어이다. 멸불(滅佛) · 방법(謗法) · 방불(謗佛) · 왕난(王難) · 파불(破佛) · 폐석(廢釋) · 폐불(廢佛) · 훼법(毀法)이라고도 한다.

## 법성
법성(法性)은 공(空)과 무아(無我)에 의지하여 나타나는 진여(眞如)이다.

## 법증상
법증상(法增上)은 소학법(所學法), 즉 자신이 현재 배우고 있는 선법을 존중하는 것, 자신이 현재 배우고 있는 선법을 귀하게 여기는 것, 자신이 현재 배우고 있는 선법에 존엄성이 있다고 여기는 것에서 생겨나는 향상력[增上]을 말한다. 법증상(法增上)은 자신의 잘못(허물과 악행)에 대해 스스로를 반성하는 참(慚)의 마음작용의 근거가 된다. 한편, 자증상(自增上)과 법증상(法增上)을 합하여 자법력(自法力: 자신과 법의 힘)이라고 한다.

## 법지
법지(法智, 산스크리트어: dharma-jñāna)는 10지(十智)와 11지(十一智) 가운데 하나로, 욕계의 4성제를 체득함으로써 획득한 무루지(無漏智)이다. 즉 욕계에서 4성제를 관찰[觀]함으로써 획득한 무루의 지혜이다.
《아비달마품류족론》의 정의에 따르면,
법지는 욕계계(欲界繫: 욕계의 번뇌)로서의 제행(諸行: 모든 행, 모든 유위법), 욕계계로서의 제행의 원인[因], 욕계계로서의 제행의 소멸[滅], 욕계계로서의 제행의 소멸에 이르는 길[道]을 소연(所緣)으로 하는 모든 무루지(無漏智: 무루의 지혜)를 말하며, 또한 법지와 법지지(法智地)를 소연으로 하는 무루지도 법지에 속한다.
법지(法智)는 욕계의 고(苦) · 집(集) · 멸(滅) · 도(道)의 4성제의 진리를 소연(所緣)으로 하는 무루지(無漏智)로서 욕계에서 4성제에 대해 미혹하게 하는 번뇌를 단멸(斷滅: 끊음, 끊어서 없앰)하는 무루지이다. 달리 말하면, 욕계에서 불교의 진리를 철저히 아는 상태의 지혜(智慧)이다.

## 법집
법집(我執)은 존재하는 만물 각각에는 실체로서의 자아가 있다고 보는 견해 또는 집착이다. 법집은 소지장(所知障)이라고도 한다.

## 법처소섭색
법처소섭색(法處所攝色, 산스크리트어: dharmāyatana-paryāpannam-rūpam, dharmāyatana-paryāpanna)의 문자 그대로의 뜻은 '법처에 속한 색'으로, 12처의 법체계에서 말하는 법처(法處)에 속하는 물질을 말한다. 즉, 6경(六境) 가운데 색 · 성 · 향 · 미 · 촉의 5경(五境)에 속하지 않고 6번째의 법경(法境)에 속하는 물질을 말한다. 법처 또는 법경에 속하는 법들은 모두 제6의식을 비롯한 후3식에 의해 인식되는 법들이므로, 법처소섭색(法處所攝色)은 안식 등의 전5식에 의해 인식되지 않고 제6의식 등의 후3식에 의해 인식되는 법들로서, 말하자면 '정신적 물질'이라고 할 수 있다.
대승불교의 유식유가행파의 5위 100법의 법체계에서 법처소섭색은 색법(色法: 11가지) 가운데 하나로서, 4대종에 의해 만들어지는 11가지 소조색(所造色)에 속한다. 법처소섭색은 타법처색(墮法處色)이라고도 하며 약칭하여 법처색(法處色)이라고도 한다.
《대승아비달마집론》과 《대승아비달마잡집론》에 따르면, 법처소섭색으로는 극략색(極略色) · 극형색(極迥色) · 수소인색(受所引色) · 변계소기색(遍計所起色) · 정자재소생색(定自在所生色)의 5가지가 있다.

## 별경심소
별경심소(別境心所, 산스크리트어: viniyata-caitasa)는 유식유가행파와 법상종의 5위 100법의 법체계에서, 심소법(心所法: 51가지) 그룹[位]의 6가지 세부 그룹인 변행심소(遍行心所: 5가지) · 별경심소(別境心所: 5가지) · 선심소(善心所: 11가지) · 번뇌심소(煩惱心所: 6가지) · 수번뇌심소(隨煩惱心所: 20가지) · 부정심소(不定心所: 4가지) 중의 하나이다.
'별경(別境)'이라는 낱말은 '별도의 대상 또는 경계[에 대해 작용한다]' 또는 '특정 대상 또는 경계[에 대해 작용한다]'라는 뜻으로 '두루 작용한다'는 뜻의 '변행(遍行)'의 반대말이다. 별경심소는 마음(8식, 즉 심왕, 즉 심법)이 특정한 대상 또는 경계에 대해서 일어날 때만 함께 일어날 수 있는 마음작용(심소법)들을 말한다.
유식유가행파와 법상종에 따르면, 욕(欲, chanda) · 승해(勝解, adhimoksa) · 염(念, smrti) · 정(定, 三摩地, samādhi) · 혜(慧, prajñā)의 5가지 마음작용이 별경심소를 구성한다.

## 변견
변견(邊見)은 변집견(邊執見)의 다른 말이다.

## 변계
변계(遍計)의 문자 그대로의 뜻은 '두루 ~라고 헤아린다', '널리 ~라고 헤아린다', '일반적으로 또는 보편적으로 ~라고 헤아린다'이다.
계(計)는 계탁(計度) · 계탁분별(計度分別) · 분별(分別) 즉 '헤아림'을 말하는데, 변계(遍計)에서의 계(計)는 특히 '그릇된 헤아림'을 뜻한다. 즉, 변계(遍計)의 문맥에서의 계 · 계탁 · 계탁분별 · 분별 · 헤아림은 미혹한 상태의 제6식, 즉 깨닫지 못한 상태의 제6의식, 즉 아직 전의(轉依: 識이 智로 바뀌는 질적 변형)를 획득하지 못한 제6의식을 토대로 무상한 존재인 사람[人: 즉 5온의 가화합]과 법(法)에 대해 실아(實我)가 존재하고 실법(實法)이 존재한다라고 두루[遍] 헤아리는 것, 즉 보편적으로 언제나 그렇게 생각하고 믿으며 또한 이러한 생각과 믿음을 바탕으로 대상을 구별하고 추론하고 판단하는 것을 말한다. 달리 말하면, 제6의식이 자신의 인식대상인 일체만법에 대해 보편적으로 언제나 아집(我執)과 법집(法執)의 2가지 집착[二執]을 일으키는 것을 말한다.
한편, 유식유가행파의 교학에 따르면, 제7말나식도 계탁을 하지만, 두루 즉 항상 계탁하지는 않는다. 대신, 제7말나식은 아뢰야식의 견분(見分)을 자신의 실아라고 여기는 근본 무명을 비롯한 4번뇌를 항상 일으킨다.

## 변계소기색
변계소기색(遍計所起色)은 대승불교의 유식유가행파의 교학에서 극략색 · 극형색 · 수소인색 · 변계소기색 · 정자재소생색의 5가지 법처소섭색(法處所攝色) 가운데 하나이다. 변계소기색의 한자어 문자 그대로의 뜻은 '변계(遍計)하여 일으킨 색'이다.
변계소기색은 제6의식이 5근과 5경 등의 물질적 사물에 대하여 변계함으로써, 즉 그릇되이 계탁함으로써, 즉 허망한 분별 또는 그릇된 분별을 일으킴으써 생겨나는 제6의식의 변현(變現)으로서의 영상(影像: 그림자와 같은 형상, cf. 映像)을 말한다. 예를 들어, 거북의 털, 토끼의 뿔, 허공의 꽃[空華, 空中花] 등과 같이 그릇된 계탁분별에 의해 주관(제6의식)에 그려진 실체가 없는 '그림자와 같은 형상[影像]'과 물에 비친 달[水月, 水中月], 물에 비친 자신의 모습, 거울에 비친 상[鏡中像] 또는 텔레비전에 나타난 영상(映像)을 단지 관념상의 물체가 아니라 물질적 실체로 여기고 있을 때의 그 영상(影像: 그림자와 같은 형상)들을 말한다.
즉, 거북은 실제로는 사자 등과 같은 털을 가진 동물이 아닌데 '거북의 털'이 존재한다고 제6의식으로 계탁분별하여 현실 생활에서 그렇게 믿고 행동하는 것, 토끼는 실제로는 뿔이 있는 동물이 아닌데 '토끼뿔'이 존재한다고 제6의식으로 계탁분별하여 현실 생활에서 그렇게 믿고 행동하는 것, 꽃은 땅에 뿌리박은 식물로부터 생기는 것인데 그러한 것 없이 '허공 중에 꽃'이 존재한다고 제6의식으로 계탁분별하여 현실 생활에서 그렇게 믿고 행동하는 것, 물에 비친 달 또는 물에 비친 자신의 모습은 실체가 아닌데 제6의식으로 그것이 실체라고 계탁분별하여, 이태백의 전설이나 나르시스의 신화에서처럼, 그 달이나 자신을 붙잡으려고 뛰어드는 것, 거울에 비친 상이나 텔레비전에 나타난 영상(映像)이 실체가 아닌데 어린이들이 그것을 실체라고 여겨서 손으로 붙잡으려고 하는 것 등에서의 해당 물체가 변계소기색에 해당한다.
이와 같이 변계소기색은 제6의식의 변계에 의해 개인의 주관 위에 나타난 물질로서, 비록 그 개인이 실상(實相)에 어긋나게 생각하고 있는 상태이기는 하나 그 개인의 주관상에서는 그 물체는 실재하는 물질[色]이기 때문에 분류상으로는 색법에 속하며, 처소상으로는 제6의식의 인식대상이므로 법처에 속한다. 또한 제6의식의 변계에 의해 나타난 실체가 없는 물질이므로 당연히 실법(實法)이 아닌 가법(假法)이다.

## 변집견
변집견(邊執見, 산스크리트어: anta-grāha-drsti)은 단(斷)과 상(常)의 두 극단[邊]에 집착하는 견해, 즉 단견(斷見)과 상견(常見)을 말한다.

## 변행심소
변행심소(遍行心所, 산스크리트어: sarvatraga-caitasa)는 유식유가행파와 법상종의 5위 100법의 법체계에서, 심소법(心所法: 51가지) 그룹[位]의 6가지 세부 그룹 가운데 하나이다.
변행심소는 마음(8식, 즉 심왕, 즉 심법)이 일어날 때면 '언제나 함께 일어나는[遍行]' 마음작용(심소법)을 말한다.
작의(作意) · 촉(觸) · 수(受) · 상(想) · 사(思)의 5가지 마음작용이 변행심소를 구성한다.

## 보가라
보가라(補伽羅)는 푸드갈라(산스크리트어: pudgala,
팔리어: puggala,
영어: ego, soul, individual)의 다른 말이다.

## 보교증지
보교증지(報教證智)는 생득혜(生得慧) · 문혜(聞慧) · 사혜(思慧) · 수혜(修慧)의 4가지 유루혜(有漏慧), 즉 4혜(四慧), 즉 세간정견(世間正見)의 다른 말이다.
'보교증지(報教證智)' 에서,
- 보(報)는 '과보'의 뜻으로 타고나는 지혜인 생득혜(生得慧)를 말한다.
- 교(教)는 '가르침'의 뜻으로 스승이나 친구로부터 교법을 듣고 생겨나는 지혜인 문혜(聞慧)를 말한다.
- 증(證)은 '증득'의 뜻으로 스승이나 친구로부터 들은 교법을 생각하고 고찰함에 의하여 얻은 지혜인 사혜(思慧)를 말한다.
- 지(智)는 '지혜'의 뜻으로 스승이나 친구로부터 들은 교법을 수행함으로써 체득하게 된 지혜인 수혜(修慧)를 말한다.

## 보배
보배는 순한글말이며 일반 사전적인 뜻은 ① 아주 귀하고 소중한 물건, ② 아주 귀하고 소중하며 꼭 필요한 사람이나 물건 따위를 비유적으로 이르는 말이다. 전통적인 불교 용어로는 보(寶)라고 하는데, 불보(佛寶) · 법보(法寶) · 승보(僧寶)의 3보(三寶)를 뜻한다.

## 보인삼매
보인삼매(寶印三昧,
산스크리트어: ratna-mudra)는 108삼매 가운데 언급되는 순서로 제2번째 삼매이다. 제1번째 삼매는 수릉엄삼매(首楞嚴三昧)이고 제3번째 삼매는 사자유희삼매(師子遊戱三昧)이다.
《대지도론》 제47권에서는 다음과 같이 설명하고 있다.
 云何名寶印三昧？住是三昧能印諸三昧，是名寶印三昧。

 
무엇을 보인(寶印)삼매라 하느냐 하면, 이 삼매에 머무르면 모든 삼매에 인(印)이 되나니, 이것을 보인삼매라 하느니라.
 — 《대지도론》 제47권. 한문본 & 한글본

## 보특가라
보특가라(補特伽羅)는
실체로서의 아(我) 또는 인(人)을 뜻하는 푸드갈라(산스크리트어: pudgala,
팔리어: puggala,
영어: ego, soul, individual)의 다른 말이다.
무아에는 두 종류가 있는데 하나는 보특가라무아(인무아)이고 다른 하나는 법무아이다.
(言無我者 略有二種 一補特伽羅無我 二法無我)— 《대승백법명문론(大乘百法明門論)》

## 복가라
복가라(福伽羅)는 푸드갈라(산스크리트어: pudgala,
팔리어: puggala,
영어: ego, soul, individual)의 다른 말이다.

## 복등삼업
복등3업(福等三業)는 복업(福業) · 비복업(非福業) · 부동업(不動業)을 말한다. 복등3업을 간단히 업(業)이라고도 한다.
복업(福業, 산스크리트어: punya-karma)은 욕계의 선업을 말한다.
비복업(非福業, 산스크리트어: apunya-karma)은 욕계의 불선업을 말한다.
부동업(不動業, 산스크리트어: aniñjya-karma)은 색계 · 무색계의 선업을 말한다.

## 부
부(覆,
산스크리트어: mrakśa)는
마음으로 하여금 자신의 죄(罪)를 은폐하게 하는 마음작용이다.

## 부동멸무위
부동멸무위(不動滅無爲)는 대승불교의 유식유가행파의 교학에서 설하는 허공무위 · 택멸무위 · 비택멸무위 · 부동멸무위 · 상수멸무위 · 진여무위의 6무위 가운데 하나이다. 유식유가행파의 교학에 따르면 6무위의 각각은 별도의 실체가 아니며 진여(眞如) · 법성(法性) · 실상(實相) · 열반(涅槃) · 법계(法界) 등으로 불리는 1가지 무위법의 중요한 6가지 측면을 말한다.
부동멸무위는 부동무위(不動無爲)라고도 하고 또는 줄임말로 부동멸(不動滅) 또는 부동(不動)이라고도 한다.
부동멸무위는 색계의 제4선천(第四禪天)인 사념청정지(捨念淸淨地)의 선정인 제4정려(第四靜慮) 중에 점차로 드러나는 또는 깨닫게 되다가 제4정려가 완성되었을 때 완전히 드러나는 또는 깨닫게 되는 '진여 · 법성 · 실상 · 열반 또는 법계의 한 측면'을 말한다. 이 측면이 무위법이라는 것은 제4정려를 통해 3수 가운데 고수와 낙수의 2수가 멸하고 오직 사수만이 존재하는 적정(寂靜) · 부동(不動) 또는 적정부동(寂靜不動)의 상태, 달리 말하자면, 괴로움에도 즐거움에도 치우치지 않는 평정 또는 균형의 상태를 증득하게 되는데, 이 적정부동의 상태는 유위법 즉 인연화합에 의해 만들어진 어떤 상태가 아니라 진여의 한 측면, 즉 1가지 무위법의 한 측면이라는 것을 뜻한다.

## 부등향
부등향(不等香)은 몸에 해로운 냄새를 말한다. 호향(好香: 좋은 냄새) · 오향(惡香: 나쁜 냄새)이 다시 각기 등향(等香: 몸에 이로운 냄새) · 부등향(不等香: 몸에 해로운 냄새)으로 나뉘어서 이루어지는 4향(四香)을 구성하는데 사용되는 한 요소이다.

## 부정
1. 부정(不淨)은 맑고 명료하지 못함, 또는 맑고 명료하지 못하게 함을 뜻하며, 염오(染污)의 다른 말이다.
2. 부정(不淨)은 불선(不善)의 다른 말이다.
3. 부정(不靜) 또는 부적정(不寂靜)은 적정하지 못함, 고요하지 못함, 고요하지 않음, 고요히 안정되지 못함, 또는 고요히 안정되지 않음을 말한다.
부파불교의 설일체유부와 대승불교의 유식유가행파의 논서 《아비달마구사론》《대승오온론》《대승광오온론》에 따르면,
부정(不靜) 또는 부적정(不寂靜)은 번뇌성의 마음작용인 도거(掉擧)의 본질적 성질이다.
대승불교의 유식유가행파의 논서 《유가사지론》 제8권에 따르면,
부정(不靜) 즉 고요하지 않음은 모든 번뇌의 본질적인 성질들 가운데 하나이다. 이런 뜻에서 번뇌를 전(箭: 화살)이라고도 부른다.

## 부정견
부정견(不正見,
산스크리트어: mithyā-dṛṣṭi)은
'진리에 어긋나는 잘못된 견해'라는 뜻으로 악견(惡見)과 같은 말이다. '잘못된 견해' 또는 '삿된 견해'라는 뜻의 사견(邪見)과도 같은 말이며, '망녕된 견해'라는 뜻의 망견(妄見)과도 같은 말이다.

## 부정식
부정식(不淨識)은 명료하지 않은 인식이다.
(참고: 정식(淨識))

## 부정사유
부정사유(不正思惟)는 8정도(八正道)의 반대인 8사(八邪) 또는 8사행(八邪行) 가운데 하나로, 정사유(正思惟: 바르게 생각하기)의 반대이다. 사지(邪志) · 사사(邪思) 또는 사사유(邪思惟)라고도 한다.
부정사유(不正思惟)는 그릇된 생각, 바르지 않은 사유, 바르지 않은 생각, 또는 불교의 참된 도리에 어긋나는 생각을 말하는데, 구체적으로는, 탐(貪: 탐욕) · 진(瞋: 성냄) · 해(害: 해치려 함) 등의 번뇌성의 마음작용을 말한다.

## 부정심소
부정심소(不定心所, 산스크리트어: aniyata-caitasa)는 대승불교의 5위 100법의 법체계에서 심소법(心所法: 51가지) 그룹[位]의 6가지 세부 그룹 가운데 하나이다.
수면(睡眠) · 악작(惡作) · 심(尋) · 사(伺)의 4가지 마음작용이 부정심소를 구성한다.

## 부정지
부정지(不正知, 염오혜, 악혜, 그릇된 이해, 그릇된 앎, 오염된 이해, 오염된 앎,
산스크리트어: asaṃprajanya)는,
부파불교의 설일체유부의 교학에 따르면,
온갖 염오혜, 즉 온갖 오염된 혜(慧), 즉 번뇌에 물든 상태의 온갖 지혜를 말한다.
대승불교의 유식유가행파의 교학에 따르면,
부정지(不正知)는 마음(8식, 즉 심왕, 즉 심법)으로 하여금 소관경(所觀境, 觀察境: 관찰되는 대상)에 대해 그릇되게 알도록[謬解: 그릇된 이해] 하는 것을 본질적 성질[性]로 하는 마음작용이다. (참고: 부정견(不正見) 또는 악견(惡見))

## 부정지법
부정지법(不定地法)은 설일체유부의 5위 75법의 법체계에서 6가지 심소법(心所法: 46가지) 그룹 중 하나이다. 부정지법은 선 · 불선 · 무기의 3성(三性)의 어떠한 마음(6식, 즉 심왕, 즉 심법)과도 함께 생겨날 수 있는 마음작용(심소법)을 말한다.

## 부지경
부지경(不至境)은 비지경(非至境)의 다른 말이다.

## 부특가라
부특가라(富特伽羅)는 푸드갈라(산스크리트어: pudgala,
팔리어: puggala,
영어: ego, soul, individual)의 다른 말이다.

## 부특가야
부특가야(富特伽耶)는 푸드갈라(산스크리트어: pudgala,
팔리어: puggala,
영어: ego, soul, individual)의 다른 말이다.

## 북주파불
북주파불(北周破佛)은 중국의 남북조 시대(439~589) 때 북주(北周: 557~581) 무제(武帝: 재위 560~578)에 의한 574~577년 동안의 불교 탄압(Persecution of Buddhists)이다.

## 분
분(忿,
산스크리트어: krodha)은
마음(6식 또는 8식, 즉 심왕, 즉 심법)으로 하여금 유정(생물)과 비유정(무생물)에 대해 분노(憤怒: 분개하여 몹시 성을 냄)하게 하는 마음작용, 또는 몸과 뜻에 맞지 않는 마음작용 대상에 대하여 마음(6식 또는 8식, 즉 심왕, 즉 심법)으로 하여금 분노하게 하는 마음작용이다.

## 분별기
분별기(分別起, 산스크리트어: parikalpasamutthita)는 모든 번뇌를 크게 구생기(俱生起)와 분별기(分別起)로 나눌 때의 분별기를 말한다. 사사(邪師: 잘못된 스승)나 사교(邪敎: 잘못된 가르침)에 의지하여, 또는 자신의 사사유(邪思惟: 잘못된 생각이나 논리 또는 추리)에 의지하여 후천적으로 일어나는 번뇌를 분별기(分別起)라고 한다.

## 분별기번뇌
분별기번뇌(分別起煩惱) 또는 분별기 번뇌는 분별기(分別起)의 다른 말이다

## 분위
분위(分位, 산스크리트어: avasthā)는 문자 그대로의 뜻은 '나누어진 위치'로, 측면 · 국면 · 양태 또는 단계를 뜻하며, 영어로는 differentiation, aspect 또는 phase를 뜻한다.
사물[法]이 여러 가지 성질 또는 속성을 가지고 있어서 어떤 성질 또는 속성이 현재 나타나고 있는가에 따라 차별이 생기는 경우 그 각각의 차별 또는 차별상을 분위라고 한다. 예를 들어, 책상과 의자와 같은 물질적인 사물들의 경우 눈으로 볼 수 있으며, 서로 다른 모습으로 구별(differentiation)되며, 고정 불변하지 않아 생 · 주 · 이 · 멸의 변화를 거치는데 그 각각의 측면 또는 국면을 분위라고 한다. 즉, 책상과 의자와 같은 물질적인 사물들의 경우, 눈으로 볼 수 있는 측면, 서로 구별되는 측면, 생 · 주 · 이 · 멸의 4가지 측면(aspect) 또는 국면(phase)과 이 4가지 측면 또는 국면에서의 해당 사물의 모습[相] 각각이 해당 사물의 분위에 해당한다.

## 분위차별
분위차별(分位差別)은 어떤 법의 분위(分位)를 차별(差別)한다는 것으로, 분위(分位, 영어: aspect, phase)는 해당 법의 측면 · 상태 · 양태 · 단계 · 국면을 뜻한다.  차별(差別)의 원래 뜻은 다른 두 가지 이상의 법들을 서로 비교하여 그 차이를 구분짓는 것을 말하는데, 여기서는 한 가지 법에 대해 말하는 것이므로 그 법의 여러 가지 측면 또는 국면 등의 차이를 구분짓는 것 또는 유전하면서 전변할 때 나타내는 여러 가지 상태, 양태 또는 국면 등의 차이를 구분짓는 것, 또는 그렇게 구분지어서 인식하게 된 상태 또는 국면 등을 말한다.
따라서 분위차별(分位差別)은 어떤 법의 여러 가지 측면 · 상태 · 양태 · 단계 · 국면들 즉 분위(分位)들을 구분짓는 것 또는 그러한 구분에 의해 인식하게 된 측면 · 상태 · 양태 · 단계 · 국면들 즉 분위(分位)들을 말한다.

## 참고 문헌
- 이 문서에는 다음커뮤니케이션(현 카카오)에서 GFDL 또는 CC-SA 라이선스로 배포한 글로벌 세계대백과사전의 내용을 기초로 작성된 글이 포함되어 있습니다.
- 가전연자 지음, 승가제바·축불념 한역, 권오민 번역 (K.943, T.1543). 《아비담팔건도론》. 한글대장경 검색시스템 - 전자불전연구소 / 동국역경원. K.943(24-695), T.1543(26-771).
- 고려대장경연구소. 《고려대장경 전자 불교용어사전》. 고려대장경 지식베이스 / (사)장경도량 고려대장경연구소.
- 고익진 (1989). 《한국 고대 불교 사상사》. 동국대학교 출판부.
- 곽철환 (2003). 《시공 불교사전》. 시공사 / 네이버 지식백과.
- 구나발타라(求那跋陀羅) 한역 (K.650, T.99). 《잡아함경》. 한글대장경 검색시스템 - 전자불전연구소 / 동국역경원. K.650(18-707), T.99(2-1).
- 구나발타라 한역, 번역자 미상 (K.54, T.353). 《승만경》. 한글대장경 검색시스템 - 전자불전연구소 / 동국역경원. K.54(6-1361), T.353(12-217).
- 구마라습 한역, 차차석 번역 (K.991, T.614). 《좌선삼매경》. 한글대장경 검색시스템 - 전자불전연구소 / 동국역경원. K.991(30-128), T.614(15-269).
- 권오민 (1991). 《경량부철학의 비판적 체계 연구》. 동국대학원 철학박사 학위논문.
- 권오민 (2003). 《아비달마불교》. 민족사.
- 담무참 한역, 번역자 미상 (K.105, T.374). 《대반열반경》. 일명 《북본열반경》. 한글대장경 검색시스템 - 전자불전연구소 / 동국역경원. K.105(9-1), T.374(12-365).
- 목건련 지음, 현장 한역, 송성수 번역 (K.945, T.1537). 《아비달마법온족론》. 한글대장경 검색시스템 - 전자불전연구소 / 동국역경원. K.945(24-1091), T.1537(26-453).
- 무착 지음, 바라파밀다라 한역, 이영무 번역 (K.586, T.1604). 《대승장엄경론》. 한글대장경 검색시스템 - 전자불전연구소 / 동국역경원. K.586(16-843), T.1604(31-589).
- 무착 지음, 현장 한역 (K.571, T.1602). 《현양성교론》. 한글대장경 검색시스템 - 전자불전연구소 / 동국역경원. K.571(16-1), T.1602(31-480).
- 무착 지음, 현장 한역, 이한정 번역 (K.572, T.1605). 《대승아비달마집론》. 한글대장경 검색시스템 - 전자불전연구소 / 동국역경원. K.572(16-157), T.1605(31-663).
- 미륵 지음, 현장 한역, 강명희 번역 (K.614, T.1579). 《유가사지론》. 한글대장경 검색시스템 - 전자불전연구소 / 동국역경원. K.570(15-465), T.1579(30-279).
- 법구 지음, 승가발마 등 한역, 김형준 번역 (K.960, T.1552). 《잡아비담심론》. 한글대장경 검색시스템 - 전자불전연구소 / 동국역경원. K.960(28-391), T.1552(28-869).
- 법승 지음, 승가제바·혜원 한역, 김재천 번역 (K.959, T.1550). 《아비담심론》. 한글대장경 검색시스템 - 전자불전연구소 / 동국역경원. K.959 (28-355), T.1550 (28-809).
- 법장 술, 노혜남 번역 (K.1513, T.1733). 《화엄경탐현기》. 한글대장경 검색시스템 - 전자불전연구소 / 동국역경원. K.1513(47-458), T.1733(35-107).
- 불타야사·축불념 한역, 번역자 미상 (K.647, T.1). 《장아함경》. 한글대장경 검색시스템 - 전자불전연구소 / 동국역경원. K.647(17-815), T.1(1-1).
- 사리자 설, 현장 한역, 송성수 번역 (K.946, T.1536). 《아비달마집이문족론》. 한글대장경 검색시스템 - 전자불전연구소 / 동국역경원. K.946(24-1183), T.1536(26-367).
- 서정형 (2004). 《나가르주나 『중론』(해제)》. 서울대학교 철학사상연구소 / 네이버 지식백과.
- 서정형 (2004b). 《『밀린다팡하』(해제)》. 서울대학교 철학사상연구소 / 네이버 지식백과.
- 세우 지음, 구나발타라·보리야사 한역, 송성수 번역 (K.950, T.1541). 《중사분아비담론》. 한글대장경 검색시스템 - 전자불전연구소 / 동국역경원. K.950(25-271), T.1541(26-627).
- 세우 지음, 현장 한역, 송성수 번역 (K.949, T.1542). 《아비달마품류족론》. 한글대장경 검색시스템 - 전자불전연구소 / 동국역경원. K.949(25-149), T.1542(26-692).
- 세친 지음, 현장 한역, 권오민 번역 (K.955, T.1558). 《아비달마구사론》. 한글대장경 검색시스템 - 전자불전연구소 / 동국역경원. K.955(27-453), T.1558(29-1).
- 세친 지음, 현장 한역, 김묘주 번역 (K.594, T.1597). 《섭대승론석》. 한글대장경 검색시스템 - 전자불전연구소 / 동국역경원. K.594(17-76), T.1597(31-321).
- 세친 지음, 현장 한역, 송성수 번역 (K.618, T.1612). 《대승오온론》. 한글대장경 검색시스템 - 전자불전연구소 / 동국역경원. K.618(17-637), T.1612(31-848).
- 세친 지음, 현장 한역, 송성수 번역 (K.644, T.1614). 《대승백법명문론》. 한글대장경 검색시스템 - 전자불전연구소 / 동국역경원. K.644(17-808), T.1614(31-855).
- 승가제바(僧伽提婆) 한역. 《중아함경》. 한글대장경 검색시스템 - 전자불전연구소 / 동국역경원.
- 안혜 지음, 지바하라 한역, 조환기 번역 (K.619, T.1613). 《대승광오온론》. 한글대장경 검색시스템 - 전자불전연구소 / 동국역경원. K.619(17-641), T.1613(31-850).
- 안혜 지음, 현장 한역, 이한정 번역 (K.576, T.1605). 《대승아비달마잡집론》. 한글대장경 검색시스템 - 전자불전연구소 / 동국역경원. K.576(16-228), T.1606(31-694).
- 오백 아라한 지음, 현장 한역, 송성수 번역 (K.952, T.1545). 《아비달마대비바사론》. 한글대장경 검색시스템 - 전자불전연구소 / 동국역경원. K.952(26-1,27-1), T.1545(27-1).
- 운월 (2005). 《근본불교의 수행체계에 대하여》. 한국선학회.
- 운허.  동국역경원 편집, 편집. 《불교 사전》.
- 용수 지음, 구마라습 한역, 김성구 번역 (K.549, T.1509). 《대지도론》. 한글대장경 검색시스템 - 전자불전연구소 / 동국역경원. K.549(14-493), T.1509(25-57).
- 용수 지음, 구마라습 한역, 박인성 번역 (K.577, T.1564). 《중론》. 한글대장경 검색시스템 - 전자불전연구소 / 동국역경원. K.577(16-350), T.1564(30-1).
- 제바설마 지음, 현장 한역, 송성수 번역 (K.947, T.1539). 《아비달마식신족론》. 한글대장경 검색시스템 - 전자불전연구소 / 동국역경원. K.947 (25-1), T.1539 (26-531).
- 중현 지음, 현장 한역, 권오민 번역 (K.956, T.1562). 《아비달마순정리론》. 한글대장경 검색시스템 - 전자불전연구소 / 동국역경원. K.956(27-680), T.1562(29-329).
- 중현 지음, 현장 한역, 권오민 번역 (K.957, T.1563). 《아비달마장현종론》. 한글대장경 검색시스템 - 전자불전연구소 / 동국역경원. K.957(28-1), T.1563(29-777).
- 축불념 한역, 노혜능 번역 (K.530, T.1485). 《보살영락본업경》. 한글대장경 검색시스템 - 전자불전연구소 / 동국역경원. K.530(14-374), T.1485(24-1010).
- 최봉수 (1999). 〈색온에서의 색의 의미 - 구사론과 청정도론의 색온론을 비교하여〉. 《불교학보》.
- 현장 한역, 김달진 번역 (K.154, T.676). 《해심밀경》. 한글대장경 검색시스템 - 전자불전연구소 / 동국역경원. K.154(10-709), T.676(16-688).
- 호법 등 지음, 현장 한역, 김묘주 번역 (K.614, T.1585). 《성유식론》. 한글대장경 검색시스템 - 전자불전연구소 / 동국역경원. K.614(17-510), T.1585(31-1).
- 황욱 (1999). 《무착[Asaṅga]의 유식학설 연구》. 동국대학원 불교학과 박사학위논문.
- (영어) Bodhi, Bhikkhu (trans.) (2000). 《The Connected Discourses of the Buddha: A Translation of the Samyutta Nikaya》. Boston: Wisdom Publications. ISBN 0-86171-331-1.
- (영어) Dawson, John (1888). 《A Classical Dictionary Of Hindu Mythology And Religion Geography History And Literature》. London: Trübner.
- (영어) DDB. 《Digital Dictionary of Buddhism (電子佛教辭典)》. Edited by A. Charles Muller.
- (영어) Macdonell, Arthur Anthony (1929). 《A practical Sanskrit dictionary with transliteration, accentuation, and etymological analysis throughout》. London: Oxford University Press.
- (영어) Gethin, R.M.L. (1992). 《The Buddhist Path to Awakening: A Study of the Bodhi-Pakkhiyā Dhammā》. Leiden: E.J. Brill. ISBN 90-04-09442-3.
- (영어) Rhys Davids, Caroline A.F. ([1900], 2003). 《Buddhist Manual of Psychological Ethics, of the Fourth Century B.C., Being a Translation, now made for the First Time, from the Original Pāli, of the First Book of the Abhidhamma-Piṭaka, entitled Dhamma-Saṅgaṇi (Compendium of States or Phenomena)》. Whitefish, MT: Kessinger Publishing. ISBN 0-7661-4702-9.
- (영어) Sanskrit and Tamil Dictionaries. 《Cologne Digital Sanskrit Dictionaries》. Institute of Indology and Tamil Studies, Cologne University (www.sanskrit-lexicon.uni-koeln.de).
- (영어) Rhys Davids, T.W. & William Stede (eds.) (1921-5). 《The Pali Text Society's Pali–English Dictionary》. Chipstead: Pali Text Society.
- (영어) Thanissaro Bhikkhu (1996, 1998). 《Wings to Awakening》. Retrieved 2008-07-07 from "Access to Insight" at http://www.accesstoinsight.org/lib/authors/thanissaro/wings/index.html.
- (중국어) 가다연니자 조, 현장 한역 (T.1544). 《아비달마발지론(阿毘達磨發智論)》. 대정신수대장경. T26, No. 1544, CBETA.
- (중국어) 가전연자 지음, 승가제바·축불념 한역 (T.1543). 《아비담팔건도론(阿毘曇八犍度論)》. 대정신수대장경. T26, No. 1543, CBETA.
- (중국어) 구나발타라(求那跋陀羅) 한역 (T.99). 《잡아함경(雜阿含經)》. 대정신수대장경. T2, No. 99, CBETA.
- (중국어) 구나발타라 한역 (T.353). 《승만경(勝鬘經)》. 대정신수대장경. T12, No. 353, CBETA.
- (중국어) 구마라습 한역 (T.614). 《좌선삼매경(坐禪三昧經)》. 대정신수대장경. T15, No. 614, CBETA. }
- (중국어) 규기 찬 (T.1830). 《성유식론술기(成唯識論述記)》. 대정신수대장경. T43, No. 1830, CBETA.
- (중국어) 규기 찬 (T.1861). 《대승법원의림장(大乘法苑義林章)》. 대정신수대장경. T45, No. 1861, CBETA.
- (중국어) 길장 찬 (T.1744). 《승만보굴(勝鬘寶窟)》. 대정신수대장경. T37, No. 1744, CBETA.
- (중국어) 담무참 한역 (T.374). 《대반열반경(大般涅槃經)》. 일명 《북본열반경》. 대정신수대장경. T12, No. 374, CBETA.
- (중국어) 목건련 조, 현장 한역 (T.1537). 《아비달마법온족론(阿毘達磨法蘊足論)》. 대정신수대장경. T26, No. 1537, CBETA.
- (중국어) 무착 조, 바라파밀다라 한역 (T.1604). 《대승장엄경론(大乘莊嚴經論)》. 대정신수대장경. T31, No. 1604, CBETA.
- (중국어) 무착 조, 현장 한역 (T.1602). 《현양성교론(顯揚聖教論)》. 대정신수대장경. T31, No. 1602, CBETA.
- (중국어) 무착 조, 현장 한역 (T.1605). 《대승아비달마집론(大乘阿毘達磨集論)》. 대정신수대장경. T31, No. 1605, CBETA.
- (중국어) 미륵 조, 현장 한역 (T.1579). 《유가사지론(瑜伽師地論)》. 대정신수대장경. T30, No. 1579. CBETA.
- (중국어) 법구 조, 승가발마 등 한역 (T.1552). 《잡아비담심론(雜阿毘曇心論)》. 대정신수대장경. T28, No. 1552, CBETA.
- (중국어) 법승 조, 승가제바·혜원 한역 (T.1550). 《아비담심론(阿毘曇心論)》. 대정신수대장경. T28, No. 1550, CBETA.
- (중국어) 법운 편찬 (T.2131). 《번역명의집(翻譯名義集)》. 대정신수대장경. T54, No. 2131, CBETA.
- (중국어) 법장 술 (T.1733). 《화엄경탐현기(華嚴經探玄記)》. 대정신수대장경. T35, No. 1733, CBETA.
- (중국어) 佛門網. 《佛學辭典(불학사전)》.
- (중국어) 불타야사·축불념 한역 (T.1). 《장아함경(長阿含經)》. 대정신수대장경. T1, No. 1, CBETA. }
- (중국어) 사리자 설, 현장 한역 (T.1536). 《아비달마집이문족론(阿毘達磨集異門足論)》. 대정신수대장경. T26, No. 1536, CBETA.
- (중국어) 색건타라 조, 현장 한역 (T.1554). 《입아비달마론(入阿毘達磨論)》. 대정신수대장경. T28, No. 1554, CBETA. }
- (중국어) 星雲. 《佛光大辭典(불광대사전)》 3판.
- (중국어) 세우 조, 구나발타라·보리야사 한역 (T.1541). 《중사분아비담론(眾事分阿毘曇論)》. 대정신수대장경. T26, No. 1541, CBETA.
- (중국어) 세우 조, 현장 한역 (T.1542). 《아비달마품류족론(阿毘達磨品類足論)》. 대정신수대장경. T26, No. 1542, CBETA.
- (중국어) 세친 조, 진제 한역 (T.1559). 《아비달마구사석론(阿毘達磨俱舍釋論)》. 대정신수대장경. T29, No. 1559, CBETA.
- (중국어) 세친 조, 현장 한역 (T.1558). 《아비달마구사론(阿毘達磨俱舍論)》. 대정신수대장경. T29, No. 1558, CBETA.
- (중국어) 세친 조, 현장 한역 (T.1597). 《섭대승론석(攝大乘論釋)》. 대정신수대장경. T31, No. 1597, CBETA.
- (중국어) 세친 조, 현장 한역 (T.1612). 《대승오온론(大乘五蘊論)》. 대정신수대장경. T31, No. 1612, CBETA.
- (중국어) 세친 조, 현장 한역 (T.1614). 《대승백법명문론(大乘百法明門論)》. 대정신수대장경. T31, No. 1614, CBETA.
- (중국어) 세친 조, 현장 한역, 규기 주해 (T.1836). 《대승백법명문론해(大乘百法明門論解)》. 대정신수대장경. T44, No. 1836_, CBETA.
- (중국어) 승가제바(僧伽提婆) 한역 (T.26). 《중아함경(中阿含經)》. 대정신수대장경. T1, No. 26, CBETA.
- (중국어) 阿含辭典. 《阿含辭典(아함사전)》.
- (중국어) 안혜 조, 지바하라 한역 (T.1613). 《대승광오온론(大乘廣五蘊論)》. 대정신수대장경. T31, No. 1613, CBETA.
- (중국어) 안혜 조, 현장 한역 (T.1606). 《대승아비달마잡집론(大乘阿毘達磨雜集論)》. 대정신수대장경. T31, No. 1606, CBETA.
- (중국어) 연수 편찬 (T.2016). 《종경록(宗鏡錄)》. 대정신수대장경. T48, No. 2016, CBETA.
- (중국어) 오백 아라한 조, 현장 한역 (T.1545). 《아비달마대비바사론(阿毘達磨大毘婆沙論)》. 대정신수대장경. T27, No. 1545, CBETA.
- (중국어) 용수 조, 구마라습 한역 (T.1509). 《대지도론(大智度論)》. 대정신수대장경. T25, No. 1509, CBETA. }
- (중국어) 용수 조, 구마라습 한역 (T.1564). 《중론(中論)》. 대정신수대장경. T30, No. 1564, CBETA.
- (중국어) 원측 찬 (X.369). 《해심밀경소(解深密經疏)》. 만신찬속장경. X21, No. 369, CBETA.
- (중국어) 원휘(圓暉) (T.1823). 《구사론송소론본(俱舍論頌疏論本)》. 대정신수대장경. T41, No. 1823, CBETA.
- (중국어) 丁福保. 《佛學大辭典(불학대사전)》. 一行佛學辭典搜尋.
- (중국어) 제관 록 (T.1931). 《천태사교의(天台四教儀)》. 대정신수대장경. T46, No. 1931, CBETA.
- (중국어) 제바설마 조, 현장 한역 (T.1539). 《아비달마식신족론(阿毘達磨識身足論)》. 대정신수대장경. T26, No. 1539, CBETA.
- (중국어) 중현 조, 현장 한역 (T.1562). 《아비달마순정리론(阿毘達磨順正理論)》. 대정신수대장경. T29, No. 1562, CBETA.
- (중국어) 중현 조, 현장 한역 (T.1563). 《아비달마장현종론(阿毘達磨藏顯宗論)》. 대정신수대장경. T29, No. 1563, CBETA.
- (중국어) 지의 설, 관정 록 (T.1783). 《금광명경현의(金光明經玄義)》. 대정신수대장경. T39, No. 1783, CBETA. }
- (중국어) 지의 설, 법신 기 (T.1916). 《석선바라밀차제법문(釋禪波羅蜜次第法門)》. 대정신수대장경. T46, No. 1916, CBETA.
- (중국어) 축불념 한역 (T.1485). 《보살영락본업경(菩薩瓔珞本業經)》. 대정신수대장경. T24, No. 1485, CBETA.
- (중국어) 현장 한역 (T.1563). 《해심밀경(解深蜜經)》. 대정신수대장경. T16, No. 676, CBETA.
- (중국어) 혜원 찬 (T.1851). 《대승의장(大乘義章)》. 대정신수대장경. T44, No. 1851, CBETA.
- (중국어) 호법 등 지음, 현장 한역 (T.1585). 《성유식론(成唯識論)》. 대정신수대장경. T31, No. 1585, CBETA.